# Han Min-goo
Han Min-goo (sinh ngày 30 tháng 8 năm 1953) là cựu Bộ trưởng Bộ Quốc phòng Hàn Quốc từ năm 2014 đến năm 2017. Trước đó, ông là Tham mưu trưởng Lục quân Hàn Quốc, Chủ tịch thứ 36 của Hội đồng Tham mưu trưởng Liên quân Hàn Quốc.

## Tiểu sử

### Học vấn
Tốt nghiệp trường trung học Cheongju,
Cử nhân Khoa học, Học viện Quân sự Hàn Quốc,
Cử nhân Văn chương khoa Lịch sử, Đại học Quốc gia Seoul,
Thạc sĩ Khoa học Xã hội và Nhân văn khoa Ngoại giao và An ninh quốc gia, Đại học Yonsei.

### Binh nghiệp
Han Min-goo được đánh giá là một chuyên gia về chính sách và tình báo quốc phòng có nhiều kinh nghiệm trong Bộ Quốc phòng Hàn Quốc. Trước khi đảm nhiệm chức vụ cao nhất tại Lục quân hồi tháng 9 năm 2008, ông Han Min-goo là một quan chức cao cấp thuộc cơ quan hoạch định chính sách và hợp tác quốc tế tại Bộ quốc phòng, Tư lệnh Bộ tư lệnh thủ đô. Năm 2006, ông là Trưởng đoàn đại biểu Hàn Quốc tại hội nghị liên Triều cấp tướng quân đội.
Ngày 14 tháng 6 năm 2010, ông được đề cử thay thế tướng Lee Sang-eui làm Chủ tịch Hội đồng Tham mưu trưởng Liên quân Hàn Quốc sau khi Lee đệ đơn xin nghỉ hưu vì bị chỉ trích thiếu trách nhiệm trong vụ chìm tàu Cheonan. Nội các Hàn Quốc đã bỏ phiếu thông qua việc bổ nhiệm Han vào ngày 15 tháng 6 năm 2010 và ông giữ chức vụ này đến năm 2011.
Ngày 1 tháng 6 năm 2014, Tổng thống Park Geun-hye chỉ định cựu Chủ tịch Hội đồng Tham mưu trưởng Liên quân Han Min-goo làm Bộ trưởng Bộ Quốc phòng Hàn Quốc thay thế ông Kim Kwan-jin nhận chức Chánh văn phòng an ninh quốc gia Phủ Tổng thống. Ngày 11 tháng 6 năm 2017, Tổng thống Moon Jae-in đã đề cử để ông Song Young-moo, cựu Tư lệnh Hải quân làm Bộ trưởng Quốc phòng thay thế Han Min-koo. Ngày 13 tháng 7 năm 2017, ông chính thức rời nhiệm sở.